# Alfonso de Borbón y Dampierre
Alfonso Jaime Marcelino Manuel Víctor María de Borbón y Dampierre, duque de Cádiz, duque de Anjou (Roma, Italia, 20 de abril de 1936 - Beaver Creek Resort, condado de Eagle, Colorado, Estados Unidos, 30 de enero de 1989), fue un pretendiente legitimista al trono de Francia entre el 20 de marzo de 1975 (fecha de la muerte de su padre) y su fallecimiento en 1989. Era hijo del infante Jaime de Borbón y Battenberg, duque de Segovia (y por lo tanto nieto del rey Alfonso XIII de España), y de su primera esposa, Emanuela de Dampierre.

## Nacimiento
Alfonso nació en la Clínica Santa Anna el 20 de abril de 1936, en Roma. Fue bautizado en la casa de su abuela materna, la italiana Donna Vittoria Ruspoli, de los príncipes de Poggio Suasa, el Palacio Ruspoli, en la Vía del Corso, 418, por el Cardenal Eugenio Pacelli (después papa Pío XII), siendo sus padrinos su abuelo paterno, Alfonso XIII y su abuela materna, Victoria Ruspoli.

## Familia
Su padre, Jaime de Borbón, renunció en 1933 a los derechos de sucesión al trono de España para él y sus descendientes por su limitación física, puesto que era sordo, y por expresa orden del rey Alfonso XIII de España (su padre), que en aquella época ya se encontraba en el exilio debido a la proclamación en 1931 de la Segunda República Española. Jaime de Borbón contrajo matrimonio, algunos años después, con Emanuela de Dampierre, una mujer que, aunque provenía de familia noble, no pertenecía a la realeza, un requisito para evitar quedar excluido de la línea de sucesión, que estuvo vigente en la monarquía española desde el reinado de Carlos III.
Alfonso de Borbón sólo tuvo un hermano, Gonzalo de Borbón y Dampierre (1937-2000), con quien tuvo muy buena relación. Recibieron juntos la primera comunión el 8 de diciembre de 1946 en el palacio de sus tíos maternos, los condes Miani di Angoris. El mismo día, fueron confirmados por el arzobispo de Sevilla. Sus padres se separaron muy pronto, y el infante Jaime se volvió a casar, esta vez con una cantante de cabaret prusiana, divorciada y madre de una hija, Charlotte Luise Auguste Tiedemann (1919-1979); mientras tanto, doña Emanuela se casó con un banquero milanés, Antonio Sozzani (1918-2007). Los dos hermanos, Alfonso y Gonzalo, estudiaron primero en el Liceo francés Chateaubriand de Roma, y posteriormente en un internado suizo, San Juan de Friburgo. Solían acudir a Lausana para visitar a su abuela «Gangan», la reina Victoria Eugenia, quien les profesaba verdadero afecto. Alfonso, que hasta los 17 años no hablaba el español y solamente entendía italiano y francés, contrató a un profesor particular que le dio clases de español en el internado donde vivía.
Alfonso XIII nunca consideró a sus nietos Alfonso y Gonzalo miembros de la línea sucesoria debido a la renuncia de su padre. En 1954, tras el permiso del general Franco, los hermanos marcharon a España. No era la primera vez que Alfonso pisaba tierra española, dado que unos años antes, mientras navegaba con sus amigos por el Mediterráneo desde la costa francesa, una tormenta les obligó a anclarse en un puerto de una isla cercana, que por casualidad resultó ser Ibiza. Alfonso comentó posteriormente que, comparado con Italia y Francia, España le pareció un país muy pobre.
Primero residió en Bilbao, donde estudió Derecho en la Universidad de Deusto. Después continuó cursando estudios en Valladolid y en la Universidad CEU San Pablo de Madrid. En plena carrera universitaria, pudo cumplir el servicio militar en el Colegio Militar de Valladolid, y como anécdota, cierto general de dicho colegio protestó esa inscripción del joven Alfonso, aduciendo que era italiano y debía volver al país de su nacimiento, Italia.
Alfonso fue caballero de honor y devoción de la Orden de Malta, caballero gran cruz de justicia de la Sagrada Orden Militar Constantiniana de San Jorge, caballero de la Orden de los Santos Mauricio y Lázaro, caballero de la Orden de la Estrella Polar, y caballero gran cruz de la Orden de Isabel la Católica, entre otras condecoraciones. Fue, además, preboste del Capítulo Hispanoamericano de Caballeros del Corpus Christi en Toledo, muriendo en el cargo.
Fue padrino de bautismo de la infanta Cristina en 1965.

## Vida pública
Francisco Franco designó, en el año 1969, al primo de Alfonso, es decir, Juan Carlos de Borbón y Borbón, como sucesor en la Jefatura de Estado. Años antes de ello, Alfonso de Borbón había especulado en la televisión francesa su posibilidad de poder ser rey de España: «Hay tres condiciones para esto: tener sangre real, tener treinta años de edad y ser español. Obviamente, yo cumplo dichos requisitos» mencionó. Posiblemente, estas especulaciones tuvieron su origen cuando su padre, don Jaime de Borbón y Battenberg, se retractó de su renuncia al trono y se autoproclamó el Jefe de la Casa Real de los Borbones en sus ramas española y francesa, así como duque de Anjou.
Cuando Franco designó al futuro Juan Carlos I como sucesor, nombró a Alfonso de Borbón y Dampierre embajador de España en Suecia, cargo que ocupó de 1969 a 1973. Fue allí donde se encontró con su futura esposa, María del Carmen Martínez-Bordiú y Franco. Su suegro, el marqués de Villaverde, Cristóbal Martínez-Bordiú, la llevó a un acto en Estocolmo al que Alfonso de Borbón le había invitado.
Entre otros cargos, fue presidente del Instituto de Cultura Hispánica (actual AECID), realizando varios viajes oficiales por Latinoamérica.
Asimismo, fue presidente de la Federación Española de Esquí y del Comité Olímpico Español y Consejero de Campsa y Asesa.
Militarmente, Alfonso tenía el grado de Oficial del Ejército del Aire.

## Matrimonio e hijos
El 23 de diciembre de 1971, ante numerosos medios de comunicación, Alfonso hizo formal su petición de mano a los padres de María del Carmen Martínez-Bordiú y Franco (1951) en el Palacio de El Pardo, con asistencia de su madre, Emanuela de Dampierre, y de su hermano, Gonzalo de Borbón y Dampierre, aunque no de su padre, el infante Jaime de Borbón y Battenberg. El 8 de marzo de 1972 se casaron en la capilla de dicho palacio. Para asistir a este acontecimiento, llegó a Madrid el padre de Alfonso, Jaime de Borbón y Battenberg, por primera vez en cuarenta años desde su salida al exilio y rompió a llorar, según cuenta su otro hijo, Gonzalo, quien lo recibió en el Aeropuerto de Barajas. Ejercieron de padrinos de boda el general Franco (por parte de la novia) y Emanuela de Dampierre (por parte del novio).
Después de que Alfonso contrajese matrimonio con Carmen Martínez-Bordiú, los rumores de una posible alteración de la línea sucesoria volvieron a divulgarse. El matrimonio recibió el ducado de Cádiz. Muy pronto, a primeros de junio de 1972, se produjo la primera polémica cuando desde el diario monárquico ABC se acusó a la embajada de querer imponer el título de Alteza Real y cargó duramente tanto contra su posible uso como el del Príncipe. Algunos familiares y personas del entorno de Francisco Franco, así como sectores ultras, querían que Alfonso fuese designado sucesor del Jefe del Estado con el título de rey, en lugar de su primo Juan Carlos. Franco sentía verdadera aversión hacia el padre de Juan Carlos, Juan de Borbón y Battenberg, y desde algunos sectores se especuló y se hicieron movimientos para que  dicho cambio se llevara a cabo.
Previamente, el Ducado de Badajoz le había sido ofrecido por el conde de Barcelona a su sobrino Alfonso de Borbón y Dampierre en los años 1950, pero este lo rechazó alegando que aún era joven y esperaba ostentar una dignidad mayor, como rey.
Sin embargo, Franco no alteró los planes de sucesión de la Jefatura del Estado previstos desde 1969, y Juan Carlos de Borbón fue proclamado Rey de España, tras su muerte, el 20 de noviembre de 1975.
Después de la boda, los recién casados se trasladaron a Estocolmo, donde Alfonso siguió desempeñando las labores de embajador durante todo su mandato. Estando en Suecia, el matrimonio anunció que esperaban su primer hijo: Francisco de Asís de Borbón, quien nació en la Clínica de San Francisco de Asís de Madrid el 22 de noviembre de 1972. Tuvo como padrinos a su bisabuelo materno el general Franco, y a su bisabuela paterna, Donna Vittoria Ruspoli. Casi dos años después, el 25 de abril de 1974 nació Luis Alfonso de Borbón, en la misma clínica que su hermano. Tuvo como padrinos a su bisabuela materna, doña María del Carmen Polo Martínez-Valdés, y a su abuelo paterno, el infante Jaime de Borbón y Battenberg, que fue representado por su hijo menor, Gonzalo de Borbón y Dampierre.
El 20 de marzo de 1975, el infante Jaime de Borbón y Battenberg murió en Suiza; había estado dos veces en su patria en los últimos años de su vida y solamente conoció a su primer nieto, Francisco, cuando éste fue bautizado poco después de su nacimiento. El duque de Cádiz y su hermano pudieron llegar a tiempo al hospital suizo donde se encontraba internado su padre, que aún estaba consciente; este luego cayó en coma y murió pocos días después. En ese mismo año 1975, Alfonso también perdió a su abuelo materno, Roger de Dampierre, vizconde de Dampierre, duque —pontificio— de San Lorenzo Nuovo y noble de Viterbo.
En 1979, Alfonso y Carmen se separaron. El 24 de mayo de 1982, anunciaron su divorcio. Ese mismo año, fallece su abuela materna, Donna Vittoria Emilia Ipsicratea Agricola, Ruspoli di Poggio Suasa.

## Últimos años de vida y fallecimiento
Dos años después de su divorcio, el domingo 5 de febrero de 1984, cinco minutos antes de las ocho de la tarde, conduciendo un turismo Citroën CX 25 GTI, sufrió un accidente automovilístico al chocar, rebasada una señal de STOP, contra un camión Pegaso en el cruce del ramal de salida de la autopista A15 (hoy AP15) con la carretera comarcal C-101 (hoy N-113) en el término de Corella (Navarra) cerca de Cintruénigo, cuando volvía de esquiar en la estación de Astún y, como consecuencia, su hijo mayor, Francisco de Asís, falleció en el hospital en Pamplona, el 7 de febrero de 1984 a los 11 años de edad, al no poder recuperarse de las gravísimas heridas sufridas. En el automóvil viajaba también su hijo menor, Luis Alfonso, y la institutriz de los niños, Manuela Sánchez Prat. Fueron trasladados al Hospital de Navarra, en Pamplona. Alfonso de Borbón y Dampierre no pudo estar presente en el entierro de su hijo al estar su propia vida en peligro. El nieto de Alfonso XIII sufrió un gran impacto psicológico a consecuencia de estos hechos.
El 16 de diciembre de 1986, el duque de Cádiz y María del Carmen (apellidada entonces Rossi) obtuvieron en el Tribunal de la Sacra Rota de Madrid, la nulidad eclesiástica de su matrimonio.
Tuvo una relación con la actriz argentina Mirta Miller, que publicó posteriormente un libro acerca de su relación con Alfonso de Borbón. La profesión de ella, así como su participación en diversos filmes de destape en la época de la transición, causaron cierta polémica entre los legitimistas, que veían la relación como inadecuada. Posteriormente, en la última etapa de su vida, tuvo una relación sentimental estable, con visos de acabar en matrimonio, con la archiduquesa María Constanza de Habsburgo, —hija del archiduque Carlos Luis (1918-2007), y de la princesa Yolanda de Ligne (n. 1923)— relación del agrado de la madre de Alfonso, Emanuela.
En 1988 fallece en Madrid la que fuera su abuela política, María del Carmen Polo y Martínez-Valdés.
Alfonso de Borbón y Dampierre murió trágicamente el 30 de enero de 1989 en un accidente de esquí en Beaver Creek, Condado de Eagle (Colorado). Había viajado a Estados Unidos para disfrutar de su deporte favorito, el esquí, durante la celebración de los Campeonatos del Mundo. Su muerte ocurrió mientras se encontraba inspeccionando las pistas de Beaver Creek después de la celebración de unas pruebas de esquí femenino; se encontró a su amigo Toni Sailer (1935-2009), campeón de esquí austríaco y bajaron juntos por las pistas; al llegar a la meta, Sailer se paró al ver un cable demasiado bajo y fue a avisar del peligro a los esquiadores. Sin embargo, Alfonso de Borbón pasó por la izquierda de Sailer y el cable le segó el cuello. La presencia de Alfonso en pistas fue objeto de discusión y, al parecer, un empleado llamado Daniel Conway había estado manipulando el cable de acero. Ambas situaciones se justificaron en un informe publicado en el siguiente artículo. La muerte de Alfonso se certificó a la llegada a un centro médico de la zona. Según el informe preliminar de la autopsia, la muerte fue instantánea pero cuando lo recogieron de las pistas, tiempo después del accidente, aún tenía un pulso débil. Su cadáver fue repatriado y enterrado en el Monasterio de las Descalzas Reales, donde descansan también los restos de su hijo Francisco de Asís desde 1984. Desde el año 2000, también descansan en dicha capilla los restos del hermano de Alfonso, Gonzalo de Borbón y Dampierre, fallecido en Lausana, Suiza, a consecuencia de leucemia.
El extraño suceso de su fallecimiento derivó en un fuerte debate que continúa hoy en día acerca de si fue intencionado o un simple descuido del operario Daniel Conway que debía haber colocado una señal de aviso, y que desaparecería en los siguientes días al suceso. Los pocos familiares que han hablado del caso lo han querido considerar un accidente, aunque ninguno esquiva la posibilidad de que haya sido un homicidio, ya que, como tal ha quedado registrado en los archivos del sheriff de Beaver Creek.
Alfonso de Borbón y de Dampierre fue considerado por el legitimismo francés como cabeza de la casa real francesa con el nombre de Alphonse II de Francia, al ser el descendiente más directo por línea paterna de Hugo Capeto y, por tanto, heredero de los antiguos reyes franceses según el derecho del Antiguo Régimen. Sin embargo, estas pretensiones jamás han obtenido ningún reconocimiento ni validez oficial. La explícita renuncia de derechos del padre de Alfonso, para sí y para sus descendientes, concierne únicamente la Corona de España pero no la de Francia, ya que en las Leyes Fundamentales del Reino de Francia, la renuncia no existe, ni tampoco es limitante a esos derechos el contraer matrimonio desigual.
Desde la muerte de Alfonso, su hijo Luis Alfonso es considerado por los legitimistas franceses como Luis XX de Francia, rey dinástico de dicho país, y titular de los ducados de Anjou, Borbón y Touraine, aunque oficialmente no se le reconocen tales distinciones, ni ninguna otra. En España tampoco posee ningún título nobiliario en la actualidad.
Durante la segunda quincena de septiembre de 2010, la cadena española Telecinco emitió una película biográfica sobre la vida de Alfonso de Borbón y Dampierre, en dos capítulos, titulado Alfonso, el príncipe maldito. El papel de Alfonso está interpretado por el actor José Luis García Pérez.

## Accidente en Navarra
- Juicio por el accidente de tráfico del duque de Cádiz en Navarra.
- Crónica del accidente de Navarra en la prensa del día siguiente.

## Títulos y órdenes

Escudo de Armas como Caballero Gran Cruz de la Orden de Isabel la Católica

### Títulos y tratamientos

#### En España
- ¿?-25 de noviembre de 1972: Su Alteza Real don Alfonso de Borbón y Dampierre.[16]
- 25 de noviembre de 1972-30 de enero de 1989: Su Alteza Real don Alfonso de Borbón y (de) Dampierre, duque de Cádiz.[17][18]

### Órdenes
En tanto que sucesor legitimista al Trono de Francia, Alfonso de Borbón y Dampierre ostentó el Gran Maestrazgo de las Reales Órdenes del Reino de Francia. Además, en tanto que Jefe de la Casa de Borbón francesa, recibió numerosas distinciones.
Órdenes francesas
-  Gran maestre de la Orden del Espíritu Santo.

- Gran maestre de la Orden de San Miguel.
- Gran maestre de la Orden de San Luis.

Órdenes extranjeras
- Caballero gran cruz de la Orden de Isabel la Católica.[19]
- Caballero gran cruz de justicia de la Sagrada Orden Militar Constantiniana de San Jorge.[20]
- Caballero de honor y devoción de la Orden de Malta.
- Caballero gran cruz de la Orden de los Santos Mauricio y Lázaro.
- Caballero de la Orden de la Estrella Polar.
- Preboste del Capítulo Hispanoamericano de Caballeros del Corpus Christi en Toledo.

## Ancestros
| \| \| \| \| \| \| \| \| \| \| \| \| \| \| \| \| \| \| \| \| 16. Francisco de Asís de Borbón, rey consorte de España \| \| \| \| \| \| \| \| \| \| \| \| \| \| \| \| \| \| \| \| \| \| \| \| \| \| \| \| \| \| \| \| \| \| \| \| \| \| \| \| \| \| \| \| \| \| \| \| \| \| \| \| \| \| 8. Alfonso XII, rey de España \| \| \| \| \| \| \| \| \| \| \| \| \| \| \| \| \| \| \| \| \| \| \| \| \| \| \| \| \| \| \| \| \| \| \| \| \| \| \| \| \| \| \| \| \| \| \| \| \| \| \| \| \| \| 17. Isabel II, reina de España \| \| \| \| \| \| \| \| \| \| \| \| \| \| \| \| \| \| \| \| \| \| \| \| \| \| \| \| \| \| \| \| \| \| \| \| \| \| \| \| \| \| \| \| \| \| \| \| \| \| \| \| \| \| 4. Alfonso XIII, rey de España \| \| \| \| \| \| \| \| \| \| \| \| \| \| \| \| \| \| \| \| \| \| \| \| \| \| \| \| \| \| \| \| \| \| \| \| \| \| \| \| \| \| \| \| \| \| \| \| \| \| \| \| \| \| 18. Archiduque Carlos Fernando de Austria \| \| \| \| \| \| \| \| \| \| \| \| \| \| \| \| \| \| \| \| \| \| \| \| \| \| \| \| \| \| \| \| \| \| \| \| \| \| \| \| \| \| \| \| \| \| \| \| \| \| \| \| \| \| 9. Archiduquesa María Cristina de Austria \| \| \| \| \| \| \| \| \| \| \| \| \| \| \| \| \| \| \| \| \| \| \| \| \| \| \| \| \| \| \| \| \| \| \| \| \| \| \| \| \| \| \| \| \| \| \| \| \| \| \| \| \| \| 19. Archiduquesa Isabel Francisca de Austria \| \| \| \| \| \| \| \| \| \| \| \| \| \| \| \| \| \| \| \| \| \| \| \| \| \| \| \| \| \| \| \| \| \| \| \| \| \| \| \| \| \| \| \| \| \| \| \| \| \| \| \| \| \| 2. Jaime de Borbón, duque de Segovia \| \| \| \| \| \| \| \| \| \| \| \| \| \| \| \| \| \| \| \| \| \| \| \| \| \| \| \| \| \| \| \| \| \| \| \| \| \| \| \| \| \| \| \| \| \| \| \| \| \| \| \| \| \| 20. Príncipe Alejandro de Hesse y el Rin \| \| \| \| \| \| \| \| \| \| \| \| \| \| \| \| \| \| \| \| \| \| \| \| \| \| \| \| \| \| \| \| \| \| \| \| \| \| \| \| \| \| \| \| \| \| \| \| \| \| \| \| \| \| 10. Príncipe Enrique de Battenberg \| \| \| \| \| \| \| \| \| \| \| \| \| \| \| \| \| \| \| \| \| \| \| \| \| \| \| \| \| \| \| \| \| \| \| \| \| \| \| \| \| \| \| \| \| \| \| \| \| \| \| \| \| \| 21. Condesa Julia Hauke \| \| \| \| \| \| \| \| \| \| \| \| \| \| \| \| \| \| \| \| \| \| \| \| \| \| \| \| \| \| \| \| \| \| \| \| \| \| \| \| \| \| \| \| \| \| \| \| \| \| \| \| \| \| 5. Princesa Victoria Eugenia de Battenberg \| \| \| \| \| \| \| \| \| \| \| \| \| \| \| \| \| \| \| \| \| \| \| \| \| \| \| \| \| \| \| \| \| \| \| \| \| \| \| \| \| \| \| \| \| \| \| \| \| \| \| \| \| \| 22. Príncipe Alberto de Sajonia-Coburgo y Gotha \| \| \| \| \| \| \| \| \| \| \| \| \| \| \| \| \| \| \| \| \| \| \| \| \| \| \| \| \| \| \| \| \| \| \| \| \| \| \| \| \| \| \| \| \| \| \| \| \| \| \| \| \| \| 11. Princesa Beatriz del Reino Unido \| \| \| \| \| \| \| \| \| \| \| \| \| \| \| \| \| \| \| \| \| \| \| \| \| \| \| \| \| \| \| \| \| \| \| \| \| \| \| \| \| \| \| \| \| \| \| \| \| \| \| \| \| \| 23. Victoria, reina del Reino Unido \| \| \| \| \| \| \| \| \| \| \| \| \| \| \| \| \| \| \| \| \| \| \| \| \| \| \| \| \| \| \| \| \| \| \| \| \| \| \| \| \| \| \| \| \| \| \| \| \| \| \| \| \| \| 1. Alfonso de Borbón, duque de Cádiz \| \| \| \| \| \| \| \| \| \| \| \| \| \| \| \| \| \| \| \| \| \| \| \| \| \| \| \| \| \| \| \| \| \| \| \| \| \| \| \| \| \| \| \| \| \| \| \| \| \| \| \| \| \| 24. Vizconde Henri de Dampierre \| \| \| \| \| \| \| \| \| \| \| \| \| \| \| \| \| \| \| \| \| \| \| \| \| \| \| \| \| \| \| \| \| \| \| \| \| \| \| \| \| \| \| \| \| \| \| \| \| \| \| \| \| \| 12. Richard de Dampierre, i duque de San Lorenzo \| \| \| \| \| \| \| \| \| \| \| \| \| \| \| \| \| \| \| \| \| \| \| \| \| \| \| \| \| \| \| \| \| \| \| \| \| \| \| \| \| \| \| \| \| \| \| \| \| \| \| \| \| \| 25. Elizabeth Tayloe Corbin \| \| \| \| \| \| \| \| \| \| \| \| \| \| \| \| \| \| \| \| \| \| \| \| \| \| \| \| \| \| \| \| \| \| \| \| \| \| \| \| \| \| \| \| \| \| \| \| \| \| \| \| \| \| 6. Roger de Dampierre, ii duque de San Lorenzo \| \| \| \| \| \| \| \| \| \| \| \| \| \| \| \| \| \| \| \| \| \| \| \| \| \| \| \| \| \| \| \| \| \| \| \| \| \| \| \| \| \| \| \| \| \| \| \| \| \| \| \| \| \| 26. Pierre Étienne Carraby \| \| \| \| \| \| \| \| \| \| \| \| \| \| \| \| \| \| \| \| \| \| \| \| \| \| \| \| \| \| \| \| \| \| \| \| \| \| \| \| \| \| \| \| \| \| \| \| \| \| \| \| \| \| 13. Jeanne Marie Carraby \| \| \| \| \| \| \| \| \| \| \| \| \| \| \| \| \| \| \| \| \| \| \| \| \| \| \| \| \| \| \| \| \| \| \| \| \| \| \| \| \| \| \| \| \| \| \| \| \| \| \| \| \| \| 27. Marie Marguerite Ybry \| \| \| \| \| \| \| \| \| \| \| \| \| \| \| \| \| \| \| \| \| \| \| \| \| \| \| \| \| \| \| \| \| \| \| \| \| \| \| \| \| \| \| \| \| \| \| \| \| \| \| \| \| \| 3. Emanuela de Dampierre \| \| \| \| \| \| \| \| \| \| \| \| \| \| \| \| \| \| \| \| \| \| \| \| \| \| \| \| \| \| \| \| \| \| \| \| \| \| \| \| \| \| \| \| \| \| \| \| \| \| \| \| \| \| 28. Bartolomeo Ruspoli dei Principi de Cerveteri \| \| \| \| \| \| \| \| \| \| \| \| \| \| \| \| \| \| \| \| \| \| \| \| \| \| \| \| \| \| \| \| \| \| \| \| \| \| \| \| \| \| \| \| \| \| \| \| \| \| \| \| \| \| 14. Emanuele Ruspoli, i príncipe de Poggio Suasa \| \| \| \| \| \| \| \| \| \| \| \| \| \| \| \| \| \| \| \| \| \| \| \| \| \| \| \| \| \| \| \| \| \| \| \| \| \| \| \| \| \| \| \| \| \| \| \| \| \| \| \| \| \| 29. Carolina Ratti \| \| \| \| \| \| \| \| \| \| \| \| \| \| \| \| \| \| \| \| \| \| \| \| \| \| \| \| \| \| \| \| \| \| \| \| \| \| \| \| \| \| \| \| \| \| \| \| \| \| \| \| \| \| 7. Donna Vittoria Ruspoli di Poggio Suasa \| \| \| \| \| \| \| \| \| \| \| \| \| \| \| \| \| \| \| \| \| \| \| \| \| \| \| \| \| \| \| \| \| \| \| \| \| \| \| \| \| \| \| \| \| \| \| \| \| \| \| \| \| \| 30. Joseph David Beers-Curtis \| \| \| \| \| \| \| \| \| \| \| \| \| \| \| \| \| \| \| \| \| \| \| \| \| \| \| \| \| \| \| \| \| \| \| \| \| \| \| \| \| \| \| \| \| \| \| \| \| \| \| \| \| \| 15. Josephine Mary Beers-Curtis \| \| \| \| \| \| \| \| \| \| \| \| \| \| \| \| \| \| \| \| \| \| \| \| \| \| \| \| \| \| \| \| \| \| \| \| \| \| \| \| \| \| \| \| \| \| \| \| \| \| \| \| \| \| 31. Elizabeth Shipton-Giles \| \| \| \| \| \| \| \| \| \| \| \| \| \| \| \| \| \| \| \| \| \| \| \| \| \| \| \| \| \| \| \| \| \| \| \| \| \| \| \| \| \| \| \| \| \| \| \| \| \| \| \| |                                                         |  |  |  |  |  |  |  |  |  |  |  |  |  |  |  |
| |                                                         |  |  |  |  |  |  |  |  |  |  |  |  |  |  |  |
| | 16. Francisco de Asís de Borbón, rey consorte de España |  |  |  |  |  |  |  |  |  |  |  |  |  |  |  |
| |                                                         |  |  |  |  |  |  |  |  |  |  |  |  |  |  |  |
| |                                                         |  |  |  |  |  |  |  |  |  |  |  |  |  |  |  |
| | 8. Alfonso XII, rey de España                           |  |  |  |  |  |  |  |  |  |  |  |  |  |  |  |
| |                                                         |  |  |  |  |  |  |  |  |  |  |  |  |  |  |  |
| |                                                         |  |  |  |  |  |  |  |  |  |  |  |  |  |  |  |
| | 17. Isabel II, reina de España                          |  |  |  |  |  |  |  |  |  |  |  |  |  |  |  |
| |                                                         |  |  |  |  |  |  |  |  |  |  |  |  |  |  |  |
| |                                                         |  |  |  |  |  |  |  |  |  |  |  |  |  |  |  |
| | 4. Alfonso XIII, rey de España                          |  |  |  |  |  |  |  |  |  |  |  |  |  |  |  |
| |                                                         |  |  |  |  |  |  |  |  |  |  |  |  |  |  |  |
| |                                                         |  |  |  |  |  |  |  |  |  |  |  |  |  |  |  |
| | 18. Archiduque Carlos Fernando de Austria               |  |  |  |  |  |  |  |  |  |  |  |  |  |  |  |
| |                                                         |  |  |  |  |  |  |  |  |  |  |  |  |  |  |  |
| |                                                         |  |  |  |  |  |  |  |  |  |  |  |  |  |  |  |
| | 9. Archiduquesa María Cristina de Austria               |  |  |  |  |  |  |  |  |  |  |  |  |  |  |  |
| |                                                         |  |  |  |  |  |  |  |  |  |  |  |  |  |  |  |
| |                                                         |  |  |  |  |  |  |  |  |  |  |  |  |  |  |  |
| | 19. Archiduquesa Isabel Francisca de Austria            |  |  |  |  |  |  |  |  |  |  |  |  |  |  |  |
| |                                                         |  |  |  |  |  |  |  |  |  |  |  |  |  |  |  |
| |                                                         |  |  |  |  |  |  |  |  |  |  |  |  |  |  |  |
| | 2. Jaime de Borbón, duque de Segovia                    |  |  |  |  |  |  |  |  |  |  |  |  |  |  |  |
| |                                                         |  |  |  |  |  |  |  |  |  |  |  |  |  |  |  |
| |                                                         |  |  |  |  |  |  |  |  |  |  |  |  |  |  |  |
| | 20. Príncipe Alejandro de Hesse y el Rin                |  |  |  |  |  |  |  |  |  |  |  |  |  |  |  |
| |                                                         |  |  |  |  |  |  |  |  |  |  |  |  |  |  |  |
| |                                                         |  |  |  |  |  |  |  |  |  |  |  |  |  |  |  |
| | 10. Príncipe Enrique de Battenberg                      |  |  |  |  |  |  |  |  |  |  |  |  |  |  |  |
| |                                                         |  |  |  |  |  |  |  |  |  |  |  |  |  |  |  |
| |                                                         |  |  |  |  |  |  |  |  |  |  |  |  |  |  |  |
| | 21. Condesa Julia Hauke                                 |  |  |  |  |  |  |  |  |  |  |  |  |  |  |  |
| |                                                         |  |  |  |  |  |  |  |  |  |  |  |  |  |  |  |
| |                                                         |  |  |  |  |  |  |  |  |  |  |  |  |  |  |  |
| | 5. Princesa Victoria Eugenia de Battenberg              |  |  |  |  |  |  |  |  |  |  |  |  |  |  |  |
| |                                                         |  |  |  |  |  |  |  |  |  |  |  |  |  |  |  |
| |                                                         |  |  |  |  |  |  |  |  |  |  |  |  |  |  |  |
| | 22. Príncipe Alberto de Sajonia-Coburgo y Gotha         |  |  |  |  |  |  |  |  |  |  |  |  |  |  |  |
| |                                                         |  |  |  |  |  |  |  |  |  |  |  |  |  |  |  |
| |                                                         |  |  |  |  |  |  |  |  |  |  |  |  |  |  |  |
| | 11. Princesa Beatriz del Reino Unido                    |  |  |  |  |  |  |  |  |  |  |  |  |  |  |  |
| |                                                         |  |  |  |  |  |  |  |  |  |  |  |  |  |  |  |
| |                                                         |  |  |  |  |  |  |  |  |  |  |  |  |  |  |  |
| | 23. Victoria, reina del Reino Unido                     |  |  |  |  |  |  |  |  |  |  |  |  |  |  |  |
| |                                                         |  |  |  |  |  |  |  |  |  |  |  |  |  |  |  |
| |                                                         |  |  |  |  |  |  |  |  |  |  |  |  |  |  |  |
| | 1. Alfonso de Borbón, duque de Cádiz                    |  |  |  |  |  |  |  |  |  |  |  |  |  |  |  |
| |                                                         |  |  |  |  |  |  |  |  |  |  |  |  |  |  |  |
| |                                                         |  |  |  |  |  |  |  |  |  |  |  |  |  |  |  |
| | 24. Vizconde Henri de Dampierre                         |  |  |  |  |  |  |  |  |  |  |  |  |  |  |  |
| |                                                         |  |  |  |  |  |  |  |  |  |  |  |  |  |  |  |
| |                                                         |  |  |  |  |  |  |  |  |  |  |  |  |  |  |  |
| | 12. Richard de Dampierre, i duque de San Lorenzo        |  |  |  |  |  |  |  |  |  |  |  |  |  |  |  |
| |                                                         |  |  |  |  |  |  |  |  |  |  |  |  |  |  |  |
| |                                                         |  |  |  |  |  |  |  |  |  |  |  |  |  |  |  |
| | 25. Elizabeth Tayloe Corbin                             |  |  |  |  |  |  |  |  |  |  |  |  |  |  |  |
| |                                                         |  |  |  |  |  |  |  |  |  |  |  |  |  |  |  |
| |                                                         |  |  |  |  |  |  |  |  |  |  |  |  |  |  |  |
| | 6. Roger de Dampierre, ii duque de San Lorenzo          |  |  |  |  |  |  |  |  |  |  |  |  |  |  |  |
| |                                                         |  |  |  |  |  |  |  |  |  |  |  |  |  |  |  |
| |                                                         |  |  |  |  |  |  |  |  |  |  |  |  |  |  |  |
| | 26. Pierre Étienne Carraby                              |  |  |  |  |  |  |  |  |  |  |  |  |  |  |  |
| |                                                         |  |  |  |  |  |  |  |  |  |  |  |  |  |  |  |
| |                                                         |  |  |  |  |  |  |  |  |  |  |  |  |  |  |  |
| | 13. Jeanne Marie Carraby                                |  |  |  |  |  |  |  |  |  |  |  |  |  |  |  |
| |                                                         |  |  |  |  |  |  |  |  |  |  |  |  |  |  |  |
| |                                                         |  |  |  |  |  |  |  |  |  |  |  |  |  |  |  |
| | 27. Marie Marguerite Ybry                               |  |  |  |  |  |  |  |  |  |  |  |  |  |  |  |
| |                                                         |  |  |  |  |  |  |  |  |  |  |  |  |  |  |  |
| |                                                         |  |  |  |  |  |  |  |  |  |  |  |  |  |  |  |
| | 3. Emanuela de Dampierre                                |  |  |  |  |  |  |  |  |  |  |  |  |  |  |  |
| |                                                         |  |  |  |  |  |  |  |  |  |  |  |  |  |  |  |
| |                                                         |  |  |  |  |  |  |  |  |  |  |  |  |  |  |  |
| | 28. Bartolomeo Ruspoli dei Principi de Cerveteri        |  |  |  |  |  |  |  |  |  |  |  |  |  |  |  |
| |                                                         |  |  |  |  |  |  |  |  |  |  |  |  |  |  |  |
| |                                                         |  |  |  |  |  |  |  |  |  |  |  |  |  |  |  |
| | 14. Emanuele Ruspoli, i príncipe de Poggio Suasa        |  |  |  |  |  |  |  |  |  |  |  |  |  |  |  |
| |                                                         |  |  |  |  |  |  |  |  |  |  |  |  |  |  |  |
| |                                                         |  |  |  |  |  |  |  |  |  |  |  |  |  |  |  |
| | 29. Carolina Ratti                                      |  |  |  |  |  |  |  |  |  |  |  |  |  |  |  |
| |                                                         |  |  |  |  |  |  |  |  |  |  |  |  |  |  |  |
| |                                                         |  |  |  |  |  |  |  |  |  |  |  |  |  |  |  |
| | 7. Donna Vittoria Ruspoli di Poggio Suasa               |  |  |  |  |  |  |  |  |  |  |  |  |  |  |  |
| |                                                         |  |  |  |  |  |  |  |  |  |  |  |  |  |  |  |
| |                                                         |  |  |  |  |  |  |  |  |  |  |  |  |  |  |  |
| | 30. Joseph David Beers-Curtis                           |  |  |  |  |  |  |  |  |  |  |  |  |  |  |  |
| |                                                         |  |  |  |  |  |  |  |  |  |  |  |  |  |  |  |
| |                                                         |  |  |  |  |  |  |  |  |  |  |  |  |  |  |  |
| | 15. Josephine Mary Beers-Curtis                         |  |  |  |  |  |  |  |  |  |  |  |  |  |  |  |
| |                                                         |  |  |  |  |  |  |  |  |  |  |  |  |  |  |  |
| |                                                         |  |  |  |  |  |  |  |  |  |  |  |  |  |  |  |
| | 31. Elizabeth Shipton-Giles                             |  |  |  |  |  |  |  |  |  |  |  |  |  |  |  |
| |                                                         |  |  |  |  |  |  |  |  |  |  |  |  |  |  |  |
| |                                                         |  |  |  |  |  |  |  |  |  |  |  |  |  |  |  |

| Nobleza de España                                 |                                                                                         |                                                    |
| Predecesor: Nueva creación                        | Duque de Cádiz 1972-1989                                                                | Sucesor: Ninguno                                   |
| Título en pretensión                              |                                                                                         |                                                    |
| Predecesor: Jaime de Borbón Enrique VI de Francia | —Pretensión— Rey de Francia y Navarra Alfonso II de Francia Rama Legitimista: 1975-1989 | Sucesor: Luis Alfonso de Borbón Luis XX de Francia |